# ディーター・ミュラー
ディーター・ミュラー（Dieter Müller, 1954年4月1日 -）は、ドイツ出身のサッカー選手、サッカー指導者。選手時代のポジションはフォワード。元キッカーズ・オッフェンバッハ会長。

## 経歴

### 選手時代
1972年にキッカーズ・オッフェンバッハで選手キャリアを開始すると、1973年に1.FCケルンへ移籍。ケルンではリーグ戦248試合に出場して159得点、公式戦通算では326試合に出場して231得点を記録し、1度のブンデスリーガ優勝 (1977–78) と、2度のDFBポカール優勝 (1976-77, 1977-78) に貢献。個人としては1975-76シーズンに34得点、1976-77シーズンに24得点をあげてリーグ得点王となった。また、1977年8月17日のヴェルダー・ブレーメン戦（7-2でケルンの勝利）においてダブルハットトリック（12分、23分、32分、52分、73分、85分）を達成した記録を持つが、2014年の時点においてブンデスリーガ1試合最多得点記録となっている。
西ドイツ代表としては1976年6月17日に行われたUEFA欧州選手権1976準決勝のユーゴスラビア戦で代表デビュー。79分にピッチに立つと1分後の80分に初得点を決め2-2の同点に追いつくと、延長戦でも2得点をあげてハットトリックを達成した。決勝ではチェコスロバキア代表にPK戦の末に敗れたものの大会通算4得点をあげて得点王となった。その後、1978年にアルゼンチンで開催された1978 FIFAワールドカップでもプレーするなど国際Aマッチ12試合に出場し9得点を記録した。
クラブレベルではケルンを退団後にVfBシュトゥットガルトを経て、1982年にフランスのFCジロンダン・ボルドーへ移籍し、アラン・ジレスやジャン・ティガナらと共に2度のリーグ優勝 (1983-84, 1984-85) に貢献。スイスのグラスホッパー・クラブ・チューリッヒや1.FCザールブリュッケンを渡り歩き、1989年に古巣のキッカーズ・オッフェンバッハで現役を引退した。

### 引退後
私生活では息子が脳腫瘍を患い、1997年に16歳で亡くなった。
2000年、キッカーズ・オッフェンバッハの会長に就任し
、同年11月から12月にかけてオリヴァー・ロートとの共同で暫定監督を務めたが、2012年9月に退任。同年9月30日に自宅で心臓発作により倒れ昏睡状態となったが、病状は回復した。

## 個人記録

### 代表での成績
出典
| 西ドイツ代表 | 西ドイツ代表 | 西ドイツ代表 |
| 年           | 出場         | 得点         |
| ------------ | ------------ | ------------ |
| 1976         | 3            | 4            |
| 1977         | 5            | 3            |
| 1978         | 4            | 2            |
| 通算         | 12           | 9            |

### 代表での得点
出典
| # | 開催日        | 開催地                       | 対戦国           | 結果 | 大会                    |
| - | ------------- | ---------------------------- | ---------------- | ---- | ----------------------- |
| 1 | 1976年6月17日 | ユーゴスラビア、ベオグラード | ユーゴスラビア   | 4-2  | UEFA欧州選手権1976      |
| 2 | 1976年6月17日 | ユーゴスラビア、ベオグラード | ユーゴスラビア   | 4-2  | UEFA欧州選手権1976      |
| 3 | 1976年6月17日 | ユーゴスラビア、ベオグラード | ユーゴスラビア   | 4-2  | UEFA欧州選手権1976      |
| 4 | 1976年6月20日 | ユーゴスラビア、ベオグラード | チェコスロバキア | 2-2  | UEFA欧州選手権1976      |
| 5 | 1977年4月27日 | 西ドイツ、ケルン             | 北アイルランド   | 5-0  | 親善試合                |
| 6 | 1977年4月30日 | ユーゴスラビア、ベオグラード | ユーゴスラビア   | 2-1  | 親善試合                |
| 7 | 1977年6月8日  | ウルグアイ、モンテビデオ     | ウルグアイ       | 2-3  | 親善試合                |
| 8 | 1978年6月6日  | アルゼンチン、コルドバ       | メキシコ         | 6-0  | 1978 FIFAワールドカップ |
| 9 | 1978年6月18日 | アルゼンチン、コルドバ       | オランダ         | 2-2  | 1978 FIFAワールドカップ |